# ألبرت ألونزو أميس
ألبرت ألونزو «دوك» أميس (منذ 18 يناير 1842 حتى 16 نوفمبر 1911) كان طبيبًا وسياسيًا أمريكيًا شغل منصب عمدة مدينة مينيابوليس بولاية مينيسوتا لأربع فترات غير متتالية. تميزت فترة ولايته الرابعة بملاحقات قضائية متعددة بتهمة الفساد السياسي والابتزاز في فضيحة انتشرت على الصعيد الوطني من قبل الصحفي الفضائحي لينكولن ستيفنز في مقال نشر عام 1903 في مجلة مكلور بعنوان عار مينيابوليس. حُكم على أميس مذنبًا بالفساد، ولكن بعد استئناف ناجح والعديد من المحاكمات الخاطئة، تم إسقاط التهم. ومع ذلك، وصف إريك ريفينيس سقوط العمدة أميس بأنه «أحد أعظم الفضائح السياسية في تاريخ مينيسوتا».

## النشأة والخدمة العسكرية
ولد أميس في جاردن براري، إلينوي في 18 يناير 1842، والده ألفريد إليشا أميس ووالدته مارثا أ.أميس. في عام 1852، انتقلت عائلة أميس إلى مكان قريب من فورت سنيلينج في إقليم مينيسوتا. في هذه المرحلة، كانت المنطقة لا تزال غير مطورة إلى حد كبير (كانت عبارة عن المسكن السابع). التحق أميس بالمدارس العامة المحلية التي كانت تديرها الحكومة الفيدرالية جزئيًا. أثناء التحاقه بالمدرسة الثانوية في عام 1857، عمل أميس كـ «شيطان الطابعة» (كان شيطان الطابعة متدربًا شابًا في مؤسسة طباعة وكان يؤدي عددًا من المهام، مثل خلط أحواض الحبر وجلب النوع) وناقل صحف لصحيفة الديمقراطي الشمالي الغربي (واحدة من أولى الصحف في مينيابوليس). بعد تخرجه من المدرسة الثانوية عام 1858، تابع أميس مهنة الطب. على الرغم من أنه تلقى الكثير من خبرته وتدريبه من خلال مراقبة والده والعمل معه، لكنه حضر بعض الفصول الدراسية في كلية راش الطبية في شيكاغو وحصل على درجة الدكتوراه في الطب في 5 فبراير 1862.
بعد تخرجه بدرجة الطب، عاد أميس إلى مينيابوليس وهو ينوي بدء حياته المهنية كطبيب. بعد اندلاع الحرب الأهلية الأمريكية وبدء التوترات مع شعب داكوتا في الاشتعال، جُنّد أميس في فوج المشاة التطوعي التاسع في مينيسوتا كجندي في أغسطس 1862. وبعد أسبوعين، نُقل إلى فوج المشاة التطوعي السابع في مينيسوتا ورُقي إلى مساعد جراح. خدم مع كتيبة مينيسوتا السابعة خلال حرب داكوتا عام 1862 وكان حاضرًا في إعدام 38 من محاربي داكوتا شنقًا في مانكاتو في 26 ديسمبر 1862.
خدم أميس في عدة معارك في المسرح الغربي للحرب الأهلية. في يوليو 1864، حل أميس محل لوسيوس بي سميث كجراح الفوج السابع، بعد مقتل الأخير أثناء معركة توبيلو. رُقي إلى رتبة جراح رائد قبل أن يخرج من الخدمة في أغسطس 1865.